# Crkva sv. Roka u Petrovaradinu
Rimokatolička crkva sv. Roka nalazi se u djelu Petrovaradina zvanom Novi Majur. Od dolaska isusovaca u Petrovaradin do 1778. godine bila je kapela, a od 1778. postaje župna crkva. 
Cjelokupna dokumentacija o ranoj povijesti crkve i župni arhiv izgorjeli su u Mađarskoj revoluciji 1848. godine tokom sukoba mađarskih revolucionara i odreda Hrvata i Srba kojima je zapovijedao ban Josip Jelačić.
Nalazi se na adresi Preradovićeva 160.

## Galerija
- Pogled izvana na crkvu sv. Roka u Petrovaradinu
- Unutrašnjost barokne crkve sv. Roka u Petrovardinu
- Krstionica u crkvi sv. Roka u Petrovaradinu
- Pogled sa zvonika crkve sv. Roka na svetište Majke Božje Snježne na Tekijama

## Vanjske poveznice
- (hrv.) Kamenjar.com: Nekadašnji hrvatski (danas srpski) grad Petrovaradin u nekadašnjem hrvatskom (danas srpskom) istočnom Srijemu
- (srp.) (engl.) Srijemskabiskupija.rs: Župe u srijemskoj biskupiji  Arhivirana inačica izvorne stranice od 30. listopada 2017. (Wayback Machine)